# San Antonio, Tlatlauquitepec
San Antonio är en ort i Mexiko.   Den ligger i kommunen Tlatlauquitepec och delstaten Puebla, i den sydöstra delen av landet, 170 km öster om huvudstaden Mexico City. San Antonio ligger 2 955 meter över havet och antalet invånare är 173.
Terrängen runt San Antonio är huvudsakligen kuperad. San Antonio ligger uppe på en höjd. Runt San Antonio är det ganska tätbefolkat, med 93 invånare per kvadratkilometer. Närmaste större samhälle är Zaragoza, 8,2 km nordväst om San Antonio. I omgivningarna runt San Antonio växer huvudsakligen savannskog.